# Gare d'Esquerdes
La gare d'Esquerdes est une gare ferroviaire française de la ligne de Saint-Omer à Hesdigneul, située sur le territoire de la commune d'Esquerdes dans le département du Pas-de-Calais en région Nord-Pas-de-Calais.
Mise en service en 1886 par la Compagnie des chemins de fer du Nord, elle est fermée au service des voyageurs en 1959 par la Société nationale des chemins de fer français (SNCF). C'est une halte desservie en saison par le Chemin de fer touristique de la vallée de l'Aa.

## Situation ferroviaire
Établie à 41 mètres d'altitude, la gare d'Esquerdes est située au point kilométrique (PK) 76,608 de la ligne de Saint-Omer à Hesdigneul, entre les gares de Wizernes (s'intercale l'arrêt touristique d'Hallines-rue de l'église) et de Lumbres (s'intercale l'arrêt touristique de Setques-rue de l'usine) .
La section de ligne d'Arques à Lumbres est utilisée pour un trafic marchandises et les gares de Lumbres et d'Arques sont les deux terminus de la ligne du Chemin de fer touristique de la vallée de l'Aa.

## Histoire
Après plusieurs demandes d'établissement d'une gare, sur le territoire de la commune d'Esquerdes, refusées par la compagnie, le conseil général fait une demande pour une halte voyageurs le 18 août 1885. Dans sa réponse du 25 janvier 1886, le Ministre des travaux publics indique que la compagnie réfute la viabilité économique de l'établissement d'une halte sur la commune mais propose l'essai d'un arrêt facultatif, des « trains-tramways » qui font le service sur la ligne de Boulogne à Saint-Omer, au passage à niveau du chemins de Wavrans, au point kilométrique 76,608. La commune d'Esquerdes accepte la proposition qui est approuvée par le Ministre le 16 février 1886. La compagnie a déjà ouvert la halte aux « voyageurs, sans bagages et sans chien » le 8 janvier.
Lors de la séance du 6 mai 1886 du Conseil général, le conseiller Quenson de la Hennerie s'inquiète de la confusion que risque de provoquer le fait qu'il y ait deux haltes nommées « Wavrans » à quelques kilomètres de distance. Il demande que la Compagnie du Nord-Est qui a pris seule cette décision, revienne sur son choix et dénomme « halte d'Esquerdes » celle située sur la commune de Wavrans mais qui dessert uniquement la commune d'Esquerdes pour qu'elle ne soit pas confondue avec la halte du chemin de fer d'Anvin. Le Ministre des travaux publics accepte cette demande en décidant le 8 septembre 1886 que la « halte de Wavrans » sur la ligne de Boulogne à Saint-Omer sera dénommée « Esquerdes ». La Compagnie du Nord prend en compte cette décision lors de la publication du livret de la marche des trains publié pour le service d'hiver 1886-1887.

## Service des voyageurs
Gare fermée.

## Patrimoine ferroviaire
La halte a conservé son ancien abri de quai